# فينتسيسلاف مارينوف
فينتسيسلاف مارينوف (بالبلغارية: Венцислав Маринов)‏ هو لاعب كرة قدم بلغاري في مركز قلب الدفاع، ولد في 21 فبراير 1983 في فارنا في بلغاريا. لعب مع ليفسكي صوفيا ونادي سبارتاك فارنا.

## وصلات خارجية
- فينتسيسلاف مارينوف على موقع قاعدة بيانات كرة القدم.إي يو (الإنجليزية)
- فينتسيسلاف مارينوف على موقع Soccerway.com (الإنجليزية)